# دیگو دیاز (بازیکن فوتبال اسپانیا)
دیگو دیاز (انگلیسی: Diego Díaz؛ زادهٔ ۳۰ دسامبر ۱۹۶۸) بازیکن فوتبال اهل اسپانیا است.
از باشگاه‌هایی که در آن بازی کرده‌است می‌توان به باشگاه فوتبال اتلتیکو مادرید، باشگاه فوتبال رئال وایادولید، باشگاه فوتبال اسپورتینگ خیخون، باشگاه فوتبال خرز، و باشگاه فوتبال اتلتیکو مادرید بی اشاره کرد.
وی همچنین در تیم‌های ملی فوتبال زیر ۱۶ سال اسپانیا و زیر ۲۱ سال اسپانیا بازی کرده‌است.